# Mały Giewont

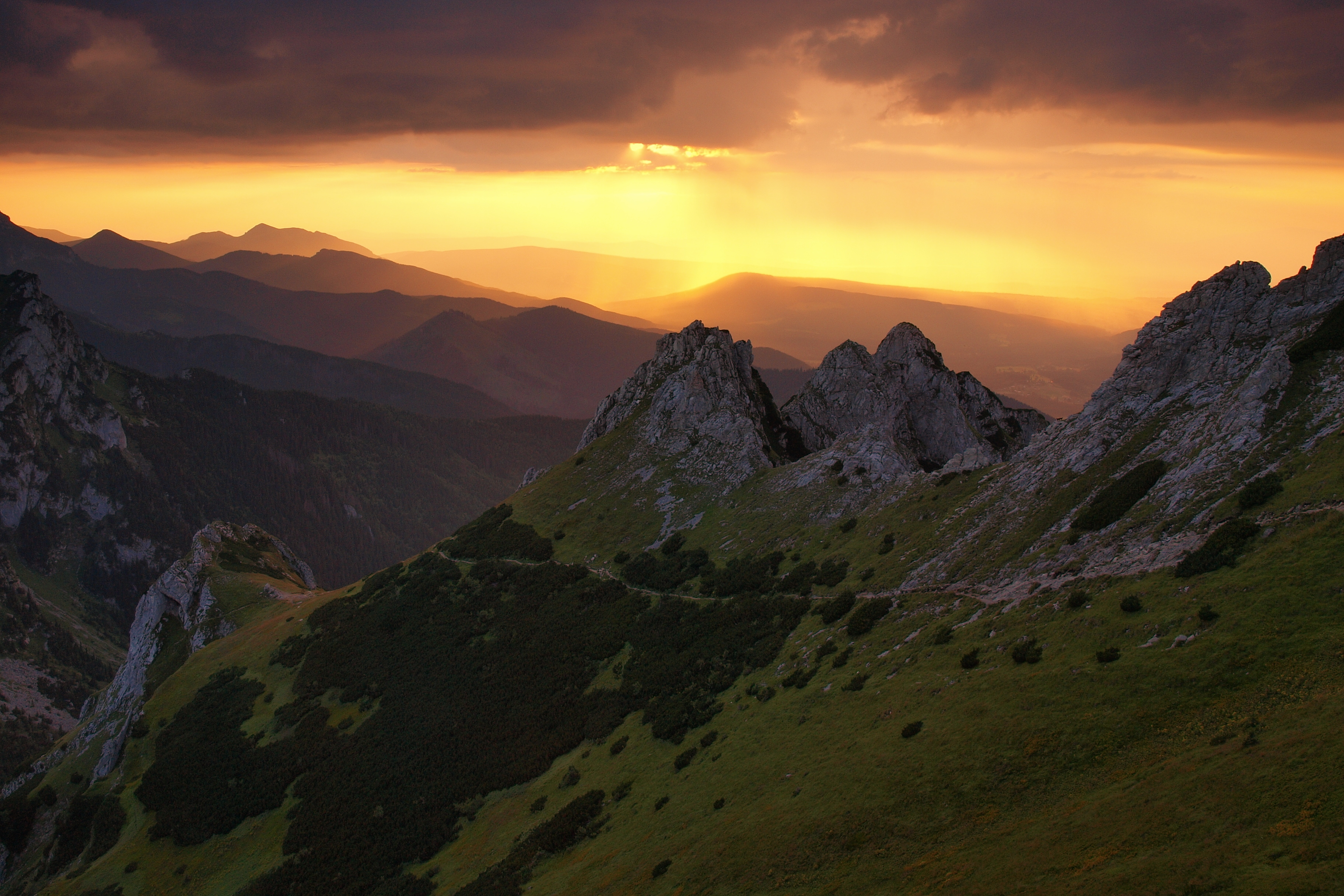
Blick vom Wanderweg

Die Mały Giewont ist ein zerklüfteter Berg mit zahlreichen Felsgipfeln in der polnischen Westtatra mit 1735 Metern Höhe im Massiv des Giewont. 

## Lage und Umgebung
Unterhalb des Gipfels liegen die Täler Dolina Strążyska, Dolina Małej Łąki und Dolina Kondratowa. 

## Tourismus
Die Mały Giewont ist bei Wanderern sehr beliebt. 

### Routen zum Gipfel
Der Wanderweg auf die Wielki Giewont führt entlang des Hauptkamms der Tatra und der polnisch-slowakischen Grenze.
- ▬ Ein rot markierter Wanderweg führt vom Tal Dolina Strążyska auf den Gipfel und weiter auf den Hauptgipfel des Massiv, den Wielki Giewont.

Als Ausgangspunkt für eine Besteigung aus den Tälern eignen sich die Kondratowa-Hütte, Ornak-Hütte und die Chochołowska-Hütte.

## Belege
- Zofia Radwańska-Paryska, Witold Henryk Paryski, Wielka encyklopedia tatrzańska, Poronin, Wyd. Górskie, 2004, ISBN 83-7104-009-1.
- Tatry Wysokie słowackie i polskie. Mapa turystyczna 1:25.000, Warszawa, 2005/06, Polkart, ISBN 83-87873-26-8.

## Panorama

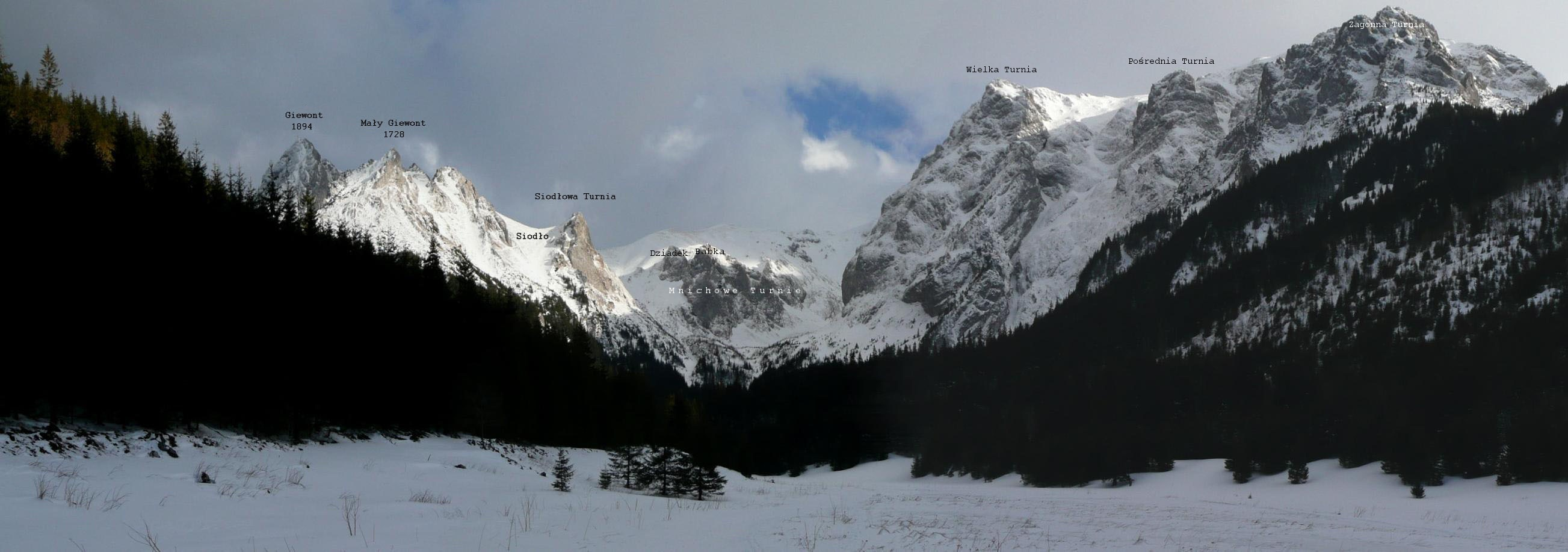
Links im Bild, Blick von der Alm Wielka Polana Małołącka